# Heterostegane luteorubens
Heterostegane luteorubens là một loài bướm đêm trong họ Geometridae.